# 도미니크 쾨퍼

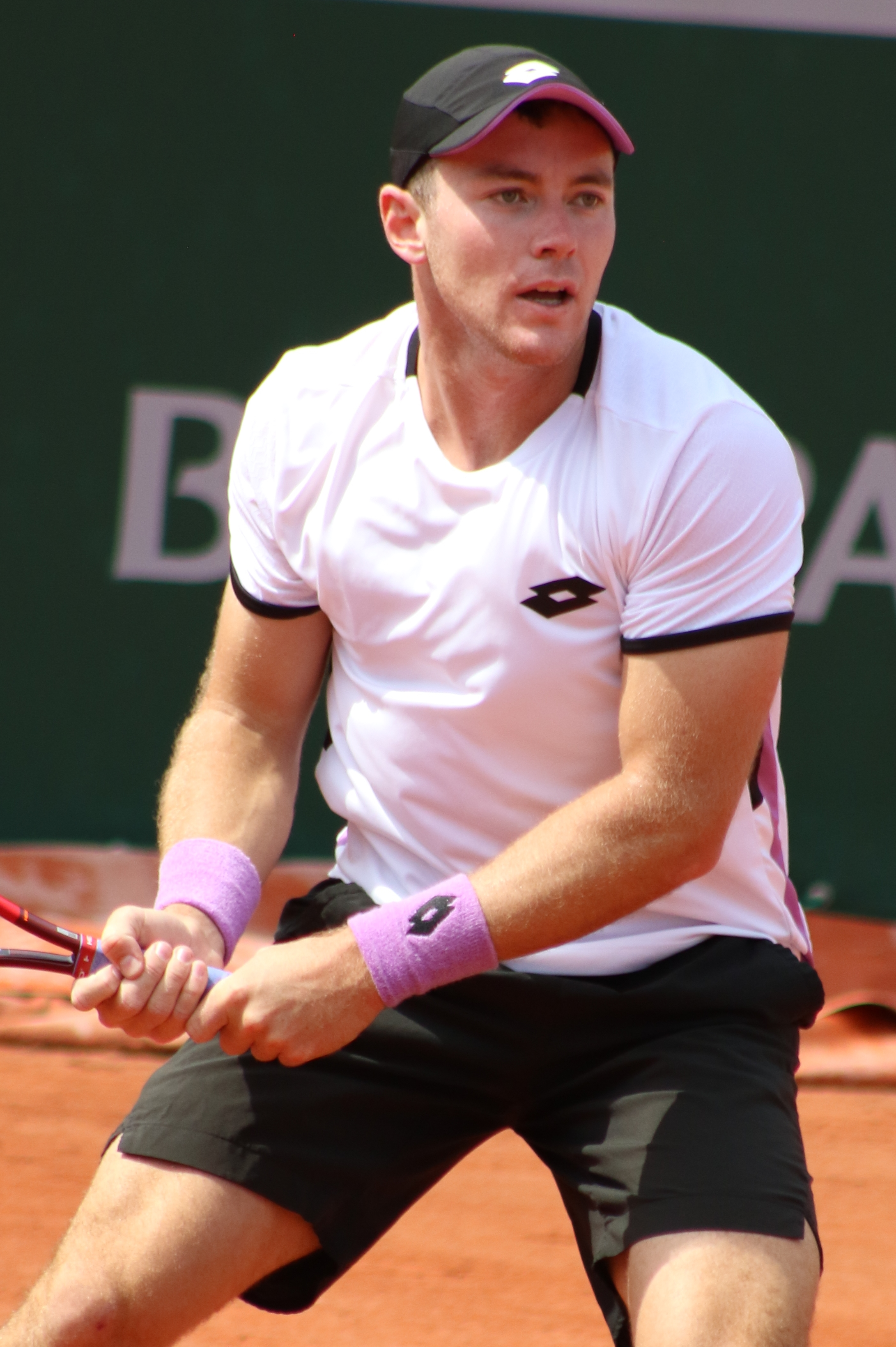

도미니크 쾨퍼(Dominik Koepfer, 1994년 4월 29일 ~ ) 또는 쾨퍼는 독일의 프로 테니스 선수이다. 2024년 3월 4일 세계 49위의 ATP 싱글 랭킹, 2024년 6월 24일 복식 랭킹 69위를 달성했다.툴레인 대학교에서 대학 테니스를 쳤다.